# Liste von Grünanlagen in Wuppertal

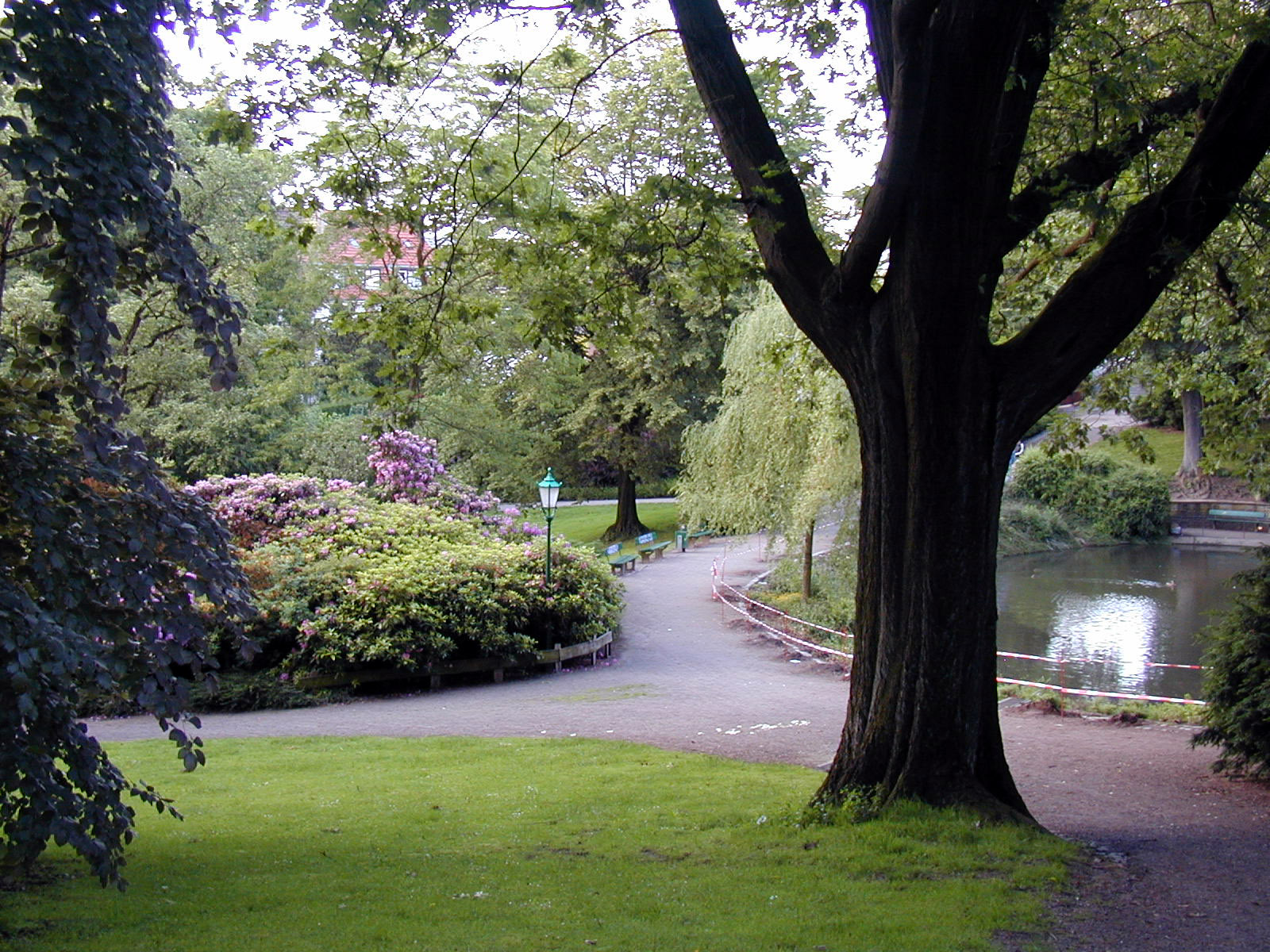
Barmer Anlagen

Die Liste der Grünanlagen in Wuppertal beinhaltet die „Grünen Anlagen“ in Wuppertal. Darunter sind Landschaftsparks und Stadtparks.

## Auflistung

### Landschaftsparks
- Barmer Anlagen
- Anlage auf dem Friedrichsberg
- Anlage auf der Friedenshöhe
- Hardt Anlagen
- Mirker Hain
- Nordpark
- Nützenbergpark
- Ronsdorfer Anlagen
- Vorwerkpark
- Kaiser-Wilhelm-Hain

### Stadtparks
- Deweerth’scher Garten
- Engelsgarten
- Park in der Siedlung Heimatplan
- Hohenstein
- Klophaus-Park
- Matagalpa Ufer
- Rosenau
- Schniewind'scher Park
- Stationsgarten
- Von-der-Heydt-Park
- Vorwerkpark

### Grüne Plätze
- Kasinogarten
- Platz an der Ecke Parade-/Flensburger Straße
- Bandwirkerplatz

### Wupperpromenaden
- Hartmann Ufer
- Rosenau (Wuppertal)
- Beer-Sheva Ufer
- Helene-Stöcker Ufer
- Kosice Ufer
- Matagalpa Ufer
- South-Tyneside Ufer
- Sonnborner Ufer
- St. Etienne Ufer
- Walter-Hammer Ufer
- Gutenbergplatz
- Hünefeldstraße
- Schweriner Ufer

### Friedhöfe
- siehe auch Wuppertaler Friedhöfe

### Botanische Gärten
- Arboretum Burgholz
- Botanischer Garten